# Radulphius cambara
Radulphius cambara là một loài nhện trong họ Miturgidae.
Loài này thuộc chi Radulphius. Radulphius cambara được miêu tả năm 1995 bởi Bonaldo & Buckup.